# SPC700

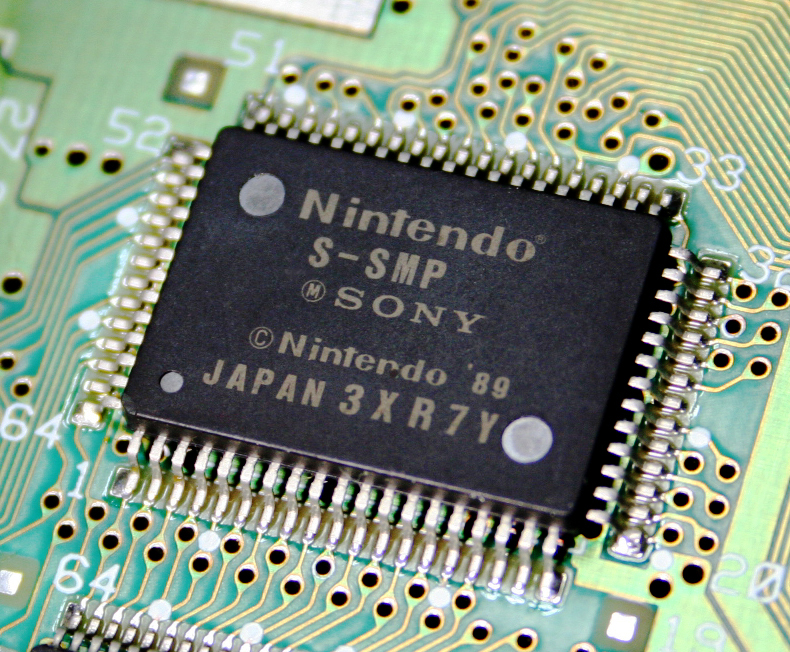

소니 SPC700은 쿠타라기 켄이 설계한 16비트 사운드 칩으로, 닌텐도사의 가정용 게임기인 슈퍼 패미컴에 DSP로 함께 사용되었다. 1990년 당시에는 SPC700가 상당히 진보된 칩이었다.
이 사운드 칩은 2.048Mhz로 동작하며, 64KB의 램과 6개의 프로세서 레지스터를 내장하고 있으며 256개의 opcode를 실행할 수 있다. SPC700은 내부 램에 BRR 방식으로 압축되어 저장된 사운드를 샘플링한다.